# Де-Волден
Де-Волден (нід. De Wolden, нід. вимова: [də ˈʋɔldə(n)] ( прослухати)) — муніципалітет у Нідерландах, у провінції Дренте.

## Населені пункти муніципалітету
Села
- Алтевер
- Ансен
- Венінген
- Де-Вейк
- Ехтен
- Зейдволде
- Керкенвелд
- Куканге
- Лінде
- Остейнде
- Рейнен
- Рейнерволд

Селища
- Анголт
- Віттевен
- Ерсінге
- Нолде
- Нордвейк

## Топографія
Нідерландська топографічна карта муніципалітету Де-Волден, червень 2015 року

## Визначні мешканці
- Корі Гоман (нар. 1986, Де-Вейк) — колишня нідерландська тенісистка (теніс на візках)

## Галерея

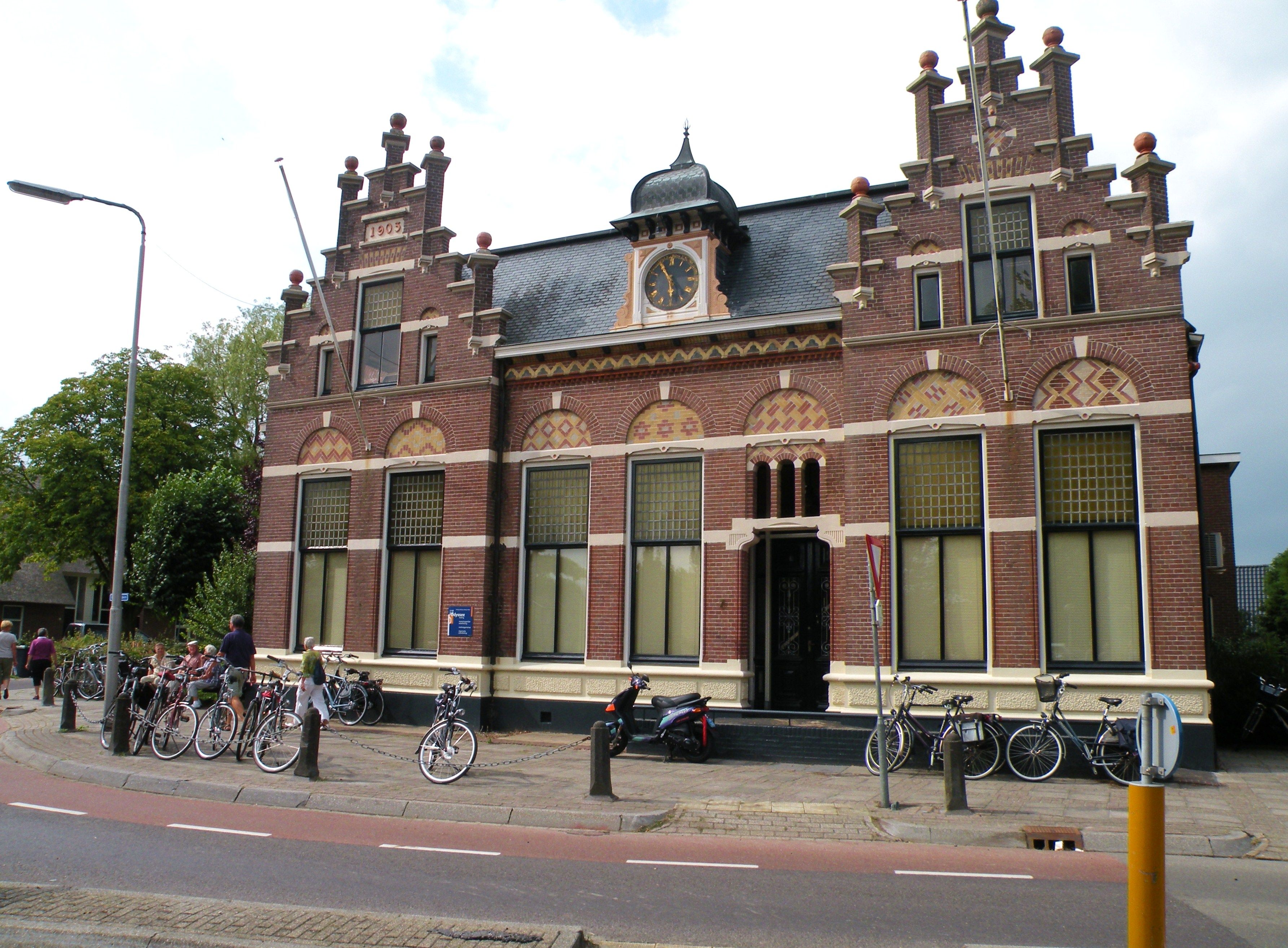
Стара будівля мерії у Рейнерволді
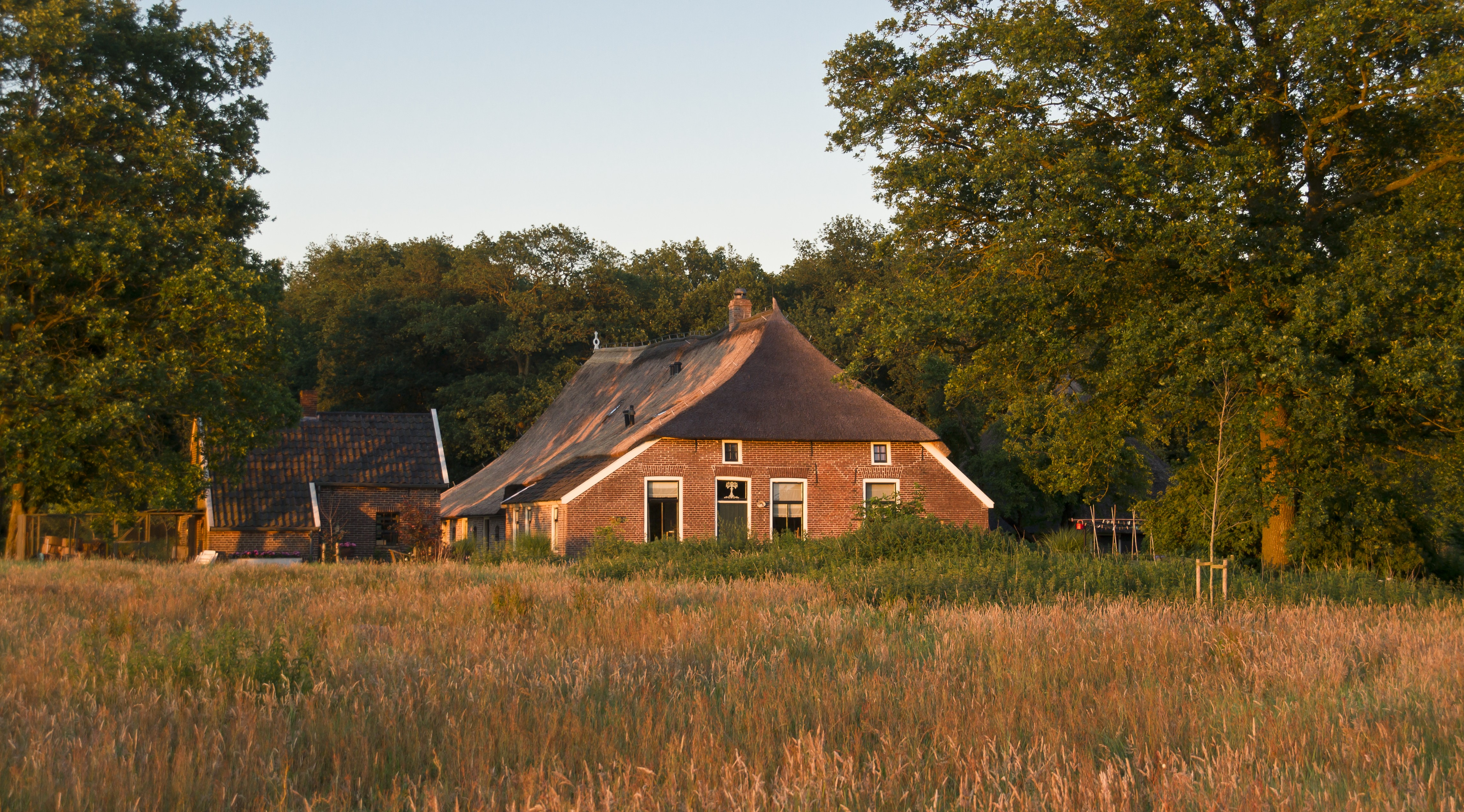
Захід сонця у Зейдволде
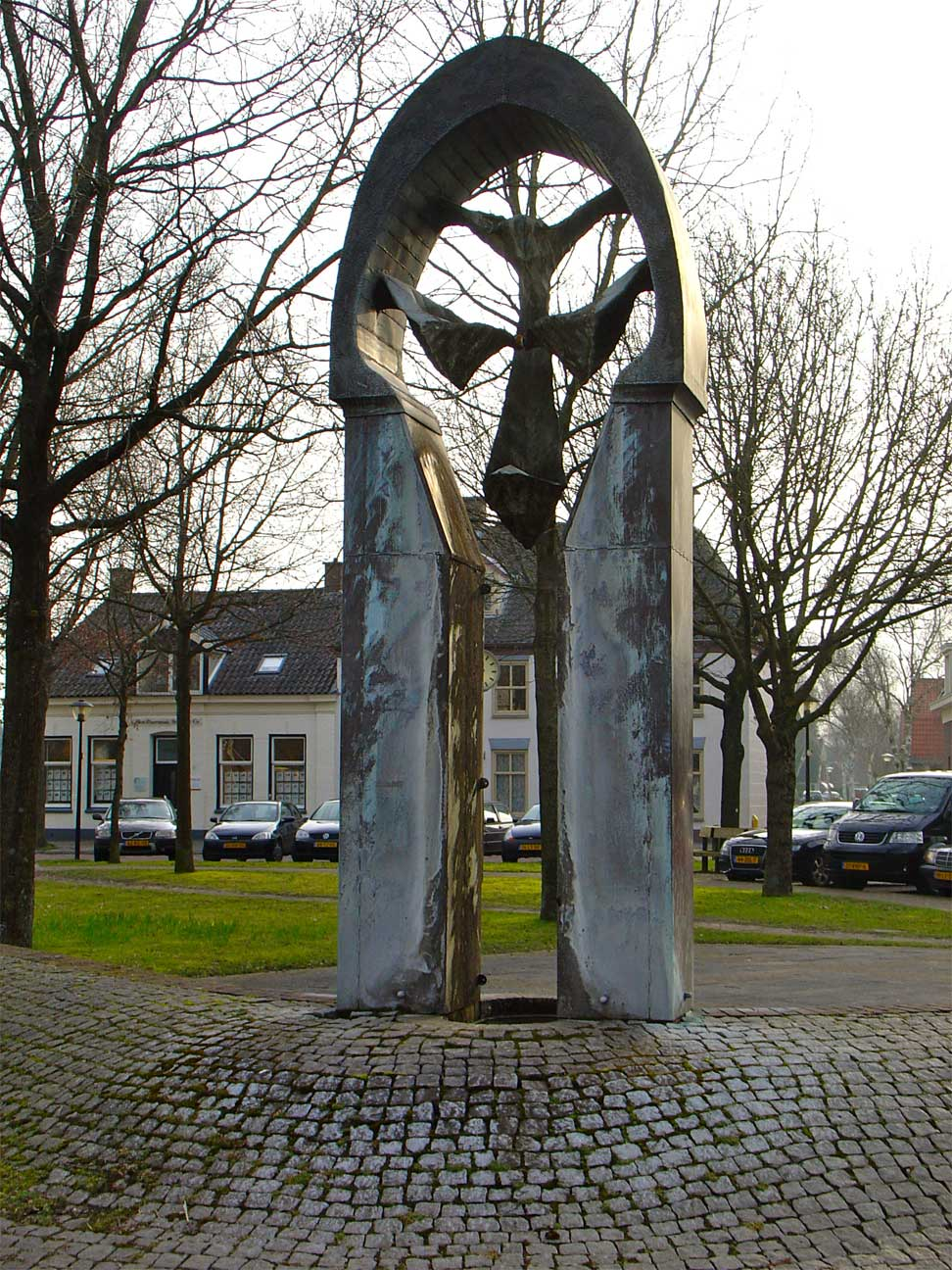
Скульптура в муніципалітеті
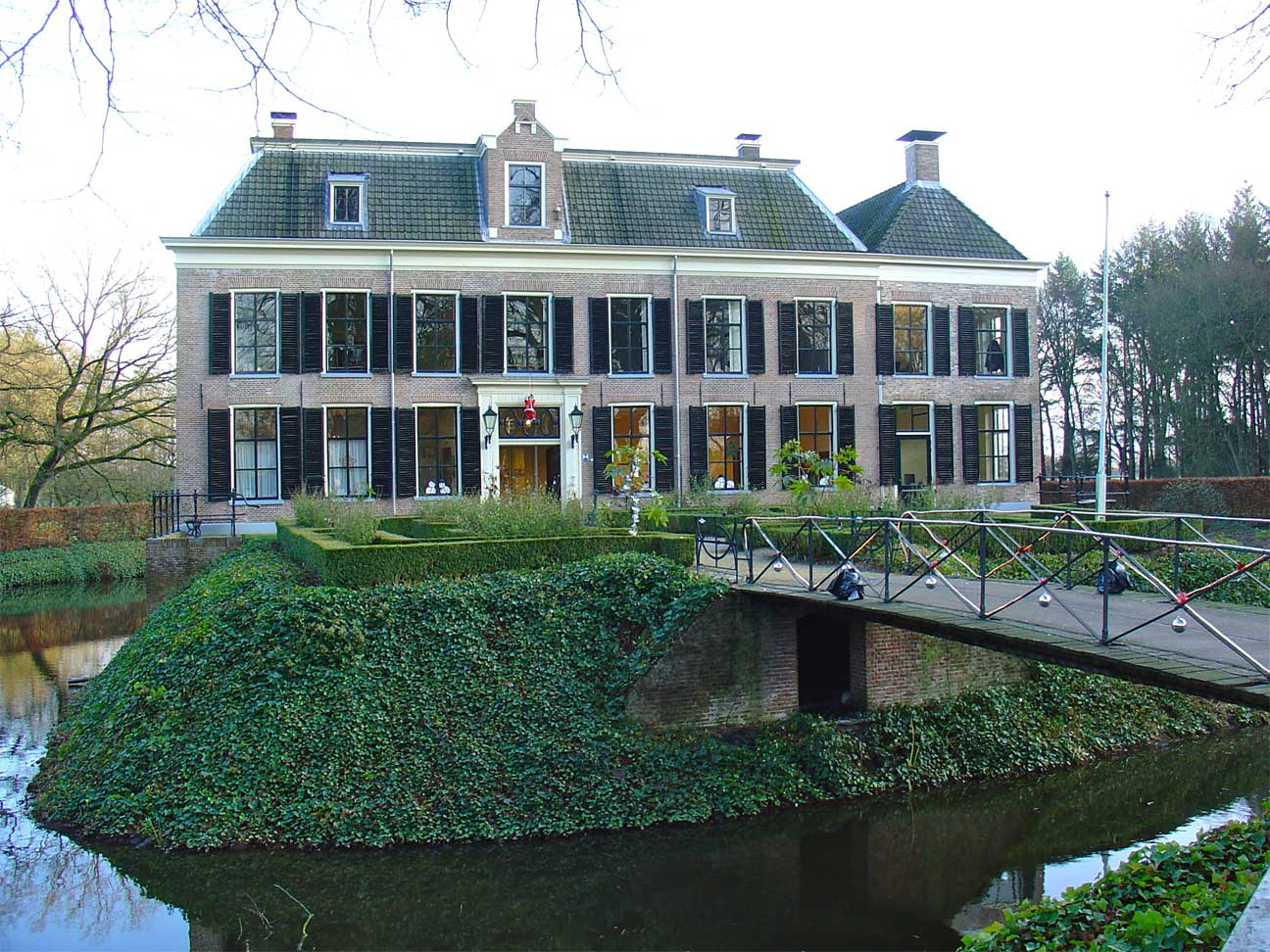
Маєток в Ехтені